# Bogdan Musiol
Bogdan Musiol (ur. 25 lipca 1957 w Świętochłowicach) – niemiecki bobsleista, wielokrotny medalista olimpijski.
Urodził się w Polsce, później jego rodzina wyemigrowała. Reprezentował barwy NRD, a następnie zjednoczonych Niemiec. Bobsleistą został w połowie lat 70, wcześniej był lekkoatletą (pchnięcie kulą). Startował na pięciu olimpiadach (IO 80, IO 84, IO 88, IO 92, IO 94) i na czterech zdobywał medale (łącznie siedem). W 1980 osiągnął największy olimpijski sukces, zostając mistrzem w czwórkach w bobie Meinharda Nehmera. Na kolejnych dwóch olimpiadach zdobywał po dwa srebrne medale. W Albertville, już w barwach Niemiec, sięgnął po kolejne srebro. Siedem razy był medalistą mistrzostw świata, zdobywając trzy tytuły mistrzowskie. W swojej karierze tworzył załogi z najbardziej utytułowanymi enerdowskimi pilotami: Nehmerem, Bernhardem Lehmannem czy Wolfgangiem Hoppe.
Jego syn, Julian Musiol, uprawiał skoki narciarskie.